# Gyrinus dichrous
Gyrinus dichrous är en skalbaggsart som beskrevs av Leconte 1868. Gyrinus dichrous ingår i släktet Gyrinus och familjen virvelbaggar. Inga underarter finns listade i Catalogue of Life.